# Сторожевое (деревня, городской округ город Тула)
Сторожевое — деревня входит в городской округ город Тула Тульской области в составе Привокзального территориального округа.

## География
Находится в центральной части Тульской области на расстоянии приблизительно 14 км на северо-запад по прямой от Московского вокзала города Тула.

## История
В 1859 году здесь (тогда деревня Тульского уезда Тульской губернии) было отмечено 18 дворов, в 1926 — 88, в конце 1930-х годов — 96. До 2014 года входила в Фёдоровское сельское поселение Ленинского района до их упразднения.

## Население
Постоянное население составляло 162 человека (1859 год), 499 (1926), 44 (русские 98 %) в 2002 году, 42 в 2010.